# 더 프레시 프린스 오브 벨 에어
《더 프레시 프린스 오브 벨 에어》(영어: The Fresh Prince of Bel-Air)는 1990년 9월 10일부터 1996년 5월 20일까지 NBC에서 방영한 미국의 시트콤 텔레비전 시리즈이다.
2022년 2월 13일부터 피콕에서 리부트 드라마 벨 에어를 방영하고 있다.

## 개요
웨스트 필라델피아의 10대 흑인 청소년 윌 스미스는 길거리 농구를 하다가 농구공으로 갱단 구역을 침범하는 바람에 시비가 붙어 목숨이 위험해지면서 벨에어에 있는 이모부 집으로 강제 이사를 가게 된다.
윌의 이모부는 유명한 변호사! 그래서 부유하다. 사촌으로는 첫째 딸 힐러리, 둘째 아들 칼턴, 셋째 딸 애슐리, 막내 니키가 있으며, 그 외에 주로 아이들 편을 드는 드는 이모 비비언 뱅크스, 집사 제프리가 있다.
이 시트콤은 노동계급 청소년 윌 스미스가 상류층인 이모부 집으로 가면서부터의 변화를 보여준다.

## 출연진
- 윌 스미스 - 윌 스미스 역
- 앨폰소 리베이로 - 칼턴 뱅크스 역
- 제임스 에이버리 - 필립 뱅크스 역
- 캐린 파슨스 - 힐러리 뱅크스 역
- 재닛 휴버트 - 비비언 뱅크스 역 (시즌 1-3)
  - 대프니 맥스웰 리드 - 비비언 뱅크스 역 (시즌 4-6)
- 타티아나 알리 - 애슐리 뱅크스 역
- 조지프 마셀 - 제프리 역
- 로스 배글리 - 니컬러스 뱅크스 역